# André Bourguet
Cet article possède un paronyme, voir André Bourgey.
Pour les articles homonymes, voir Bourguet.
André Bourguet est un homme politique français, né le 22 mai 1876 à Saint-Hippolyte-du-Fort et mort le 29 février 1936 dans la même ville.

## Mandats électifs
- Député du Gard (1910-1914)

## Autres fonctions
- Président de l'association départementale des officiers de réserve de l'arrondissement du Vigan

## Distinctions
- Chevalier de la Légion d'honneur